# اومل
اومل (به دانمارکی: Ommel) یک منطقهٔ مسکونی در دانمارک است که در شهرداری ارو واقع شده‌است. اومل ۳۰۷ نفر جمعیت دارد.